# 20566 Laurielee
20566 Laurielee este un asteroid din centura principală de asteroizi.

## Descriere
20566 Laurielee este un asteroid din centura principală de asteroizi. A fost descoperit pe 9 septembrie 1999 la Socorro, New Mexico, în cadrul proiectului LINEAR. Asteroidul prezintă o orbită caracterizată de o semiaxă mare de 2,39 ua, o excentricitate de 0,12 și o înclinație de 7,7° în raport cu ecliptica.